# 太阳系天体发现时间列表
这是数百年来太阳系内发现的卫星的时间列表。为了对比，天王星、海王星和冥王星的发现时间也被包括在内，同时最初的六颗小行星也被列入其中。此后，每年都有新的小行星被发现，而最早的四颗小行星至少在1851年之前曾被视为行星。历史上，卫星的名称总是在发现之后才确定。

## 色标和标志
在下面的表格中，衛星會以粗體字呈現，而行星，無論是主要的還是小行星，只要是繞著太陽公轉的都會以斜體字呈現。表的排列是以公告或出版品上登載的時間來排序，日期會附註以下的標示： 
- i:為取得第一幅影像的日期（攝影等等）。
- o:為第一次觀察的時間，或經由望遠鏡攝影而在底片上發現的實際日期。
- p:為公告或刊登在出版物的日期。（排序的依據）

標有*號的衛星，其發現情況比較複雜；有些要用幾年時間才能確認，有時更中途失去蹤影，後來才再被確認。又有些明明已被航海家拍攝到，但要待多年後才被發覺。
為便於區分行星、矮行星和它們的衛星，將配以不同的底色：

| 行星 水星 金星 地球和月球 火星及其衛星 木星及其衛星 土星及其衛星 天王星及其衛星 海王星及其衛星 | 矮行星 穀神星 冥王星及其衛星 妊神星及其卫星 鸟神星及其卫星 鬩神星和衛星迪絲諾美亞 |

## 望遠鏡發明之前
| 太陽 |  | 在天動說中，地球被視為宇宙的中心，七顆行星各自在不同距離的軌道上繞著地球。希臘的斯多噶學派認為依序是：月球、水星、金星、太陽、火星、木星和土星，但太陽和月球不是行星，地球也被排除在行星之外。 |
| 水星 |  | 在哥白尼的《天體運行論》（De Revolutionibus Orbium Coelestium, 1543）太陽是宇宙的中心，地球像其他行星一樣，都繞著太陽公轉，依序是水星、金星、地球、火星、木星和土星。                          |
| 金星 |  | 在哥白尼的《天體運行論》（De Revolutionibus Orbium Coelestium, 1543）太陽是宇宙的中心，地球像其他行星一樣，都繞著太陽公轉，依序是水星、金星、地球、火星、木星和土星。                          |
| 地球 |  | 在哥白尼的《天體運行論》（De Revolutionibus Orbium Coelestium, 1543）太陽是宇宙的中心，地球像其他行星一樣，都繞著太陽公轉，依序是水星、金星、地球、火星、木星和土星。                          |
| 火星 |  | 在哥白尼的《天體運行論》（De Revolutionibus Orbium Coelestium, 1543）太陽是宇宙的中心，地球像其他行星一樣，都繞著太陽公轉，依序是水星、金星、地球、火星、木星和土星。                          |
| 木星 |  | 在哥白尼的《天體運行論》（De Revolutionibus Orbium Coelestium, 1543）太陽是宇宙的中心，地球像其他行星一樣，都繞著太陽公轉，依序是水星、金星、地球、火星、木星和土星。                          |
| 土星 |  | 在哥白尼的《天體運行論》（De Revolutionibus Orbium Coelestium, 1543）太陽是宇宙的中心，地球像其他行星一樣，都繞著太陽公轉，依序是水星、金星、地球、火星、木星和土星。                          |
| 月球 |  | 在哥白尼體系，月球已不再是行星而是地球的衛星，並且是唯一繞著地球而不繞著太陽公轉的天體。 |

## 17世紀
| 17世紀                            | 17世紀 | 17世紀 | 17世紀 | 17世紀 | 17世紀 |
| 日期                              | 名稱   | 影像   | 參考/註解 |        |        |
| --------------------------------- | ------ | ------ | --- | ------ | ------ |
| 1610年代                          |        |        | |        |        |
| o: 1610年1月7日 p: 1610年3月13日  | 木衛四 |        | 由伽利略发现。这四颗卫星合称伽利略卫星。伽利略卫星是人类最早确认围绕除地球外的星体运行的天体。 这四颗卫星中的一颗（可能是木卫三）可能被中国战国齐天文学家甘德所发现。                                                         |        |        |
| o: 1610年1月7日 p: 1610年3月13日  | 木衛一 |        | 由伽利略发现。这四颗卫星合称伽利略卫星。伽利略卫星是人类最早确认围绕除地球外的星体运行的天体。 这四颗卫星中的一颗（可能是木卫三）可能被中国战国齐天文学家甘德所发现。                                                         |        |        |
| o: 1610年1月7日 p: 1610年3月13日  | 木衛二 |        | 由伽利略发现。这四颗卫星合称伽利略卫星。伽利略卫星是人类最早确认围绕除地球外的星体运行的天体。 这四颗卫星中的一颗（可能是木卫三）可能被中国战国齐天文学家甘德所发现。                                                         |        |        |
| o: 1610年1月11日 p: 1610年3月13日 | 木衛三 |        | 由伽利略发现。这四颗卫星合称伽利略卫星。伽利略卫星是人类最早确认围绕除地球外的星体运行的天体。 这四颗卫星中的一颗（可能是木卫三）可能被中国战国齐天文学家甘德所发现。                                                         |        |        |
| 1650年代                          |        |        | |        |        |
| o:1655年3月25日 p:1656年3月5日    | 土衛六 |        | 惠更斯发现。惠更斯先在1655年6月13日將他的發現做成字謎送出，稍後才出版成小冊《De Saturni luna Observatio Nova》，全文詳見Systema Saturnium（页面存档备份，存于） （1659年7月）。                                               |        |        |
| 1670年代                          |        |        | |        |        |
| o:1671年10月25日 p:1673年         | 土衛八 |        | 卡西尼发现。 |        |        |
| o: 1672年12月23日 p: 1673年       | 土衛五 |        | 卡西尼发现。 |        |        |
| 1680年代                          |        |        | |        |        |
| o: 1684年3月21日 p: 1686年4月22日 | 土衛三 |        | 卡西尼发现。 與早先發現的兩顆一起，卡西尼稱這些衛星為Sidera Lodoicea。 在他的著作Kosmotheôros（页面存档备份，存于） （在作者過世後才在1698年出版），惠更斯有如下的敘述：你看見木星的四顆和土星的五顆衛星，都在各自的軌道上。" |        |        |
| o: 1684年3月21日 p: 1686年4月22日 | 土衛四 |        | 卡西尼发现。 與早先發現的兩顆一起，卡西尼稱這些衛星為Sidera Lodoicea。 在他的著作Kosmotheôros（页面存档备份，存于） （在作者過世後才在1698年出版），惠更斯有如下的敘述：你看見木星的四顆和土星的五顆衛星，都在各自的軌道上。" |        |        |
| 日期                              | 名稱   | 影像   | 參考/註解 |        |        |

## 18世紀
| 18世纪                                                  | 18世纪 | 18世纪 | 18世纪 | 18世纪 | 18世纪 |
| 日期                                                    | 名稱   | 影像   | 參考/註解 |        |        |
| ------------------------------------------------------- | ------ | ------ | --- | ------ | ------ |
| 1780年代                                                |        |        | |        |        |
| o: 1781年3月13日 p:1781年4月26日                        | 天王星 |        | 赫歇爾 （页面存档备份，存于）. 赫歇爾在1781年4月16日首度報告他的發現，但起初他以為是彗星： Account of a Comet. By Mr. Herschel, F. R. S.; communicated by Dr. Watson, Jun. of Bath, F. R. S.（页面存档备份，存于），英國皇家學會會報，Vol. 71, pp. 492-501. |        |        |
| o:1787年1月11日 p:1787年2月15日                         | 天衛三 |        | 赫歇爾, 新發現二顆衛星繞著喬治星 ， 英國皇家學會會報Vol. Vol. 77, pp. 125-129, 1787 |        |        |
| o:1787年1月11日 p:1787年2月15日                         | 天衛四 |        | 赫歇爾, 新發現二顆衛星繞著喬治星 ， 英國皇家學會會報Vol. Vol. 77, pp. 125-129, 1787 |        |        |
| o:1789年8月28日 （页面存档备份，存于） p:1789年11月12日 | 土衛二 |        | 赫歇爾, 發現土星的第六和第七顆衛星，並論土星的環、大氣層、自轉軸和他的橢球體（页面存档备份，存于），英國皇家學會會報Vol. 80, pp. 1-20, 1790 (read November 12, 1789).                                                                                       |        |        |
| o: 1789年9月17日 p:1789年11月12日                       | 土衛一 |        | 赫歇爾, 發現土星的第六和第七顆衛星，並論土星的環、大氣層、自轉軸和他的橢球體（页面存档备份，存于），英國皇家學會會報Vol. 80, pp. 1-20, 1790 (read November 12, 1789).                                                                                       |        |        |
| 日期                                                    | 名稱   | 影像   | 參考/註解 |        |        |

## 19世紀
| 19世紀                             | 19世紀 | 19世紀 | 19世紀 | 19世紀 | 19世紀 |
| 日期                               | 名稱   | 影像   | 參考/註解 |        |        |
| ---------------------------------- | ------ | ------ | --- | ------ | ------ |
| 1800年代                           |        |        | |        |        |
| o: 1801年1月1日 p: 1801年          | 穀神星 |        | 朱塞普·皮亞齊.他在1801年1月24日寫給天文學家的信中首度公布了它的發現，第一份出版品是在1801年9月的Monatliche Correspondenz。     |        |        |
| o: 1802年3月28日                   | 智神星 |        | 奧伯斯. |        |        |
| o: 1804年9月1日                    | 婚神星 |        | 卡爾·哈丁. |        |        |
| o: 1807年3月29日                   | 灶神星 |        | 奧伯斯. |        |        |
| 1840年代                           |        |        | |        |        |
| o: 1845年12月8日                   | 義神星 |        | 亨克（Hencke） |        |        |
| o: 1846年9月23日 p:1846年11月13日  | 海王星 |        | 加勒和于尔班·勒威耶 （页面存档备份，存于） （页面存档备份，存于） （页面存档备份，存于） （页面存档备份，存于）                |        |        |
| o: 1846年10月10日 p:1846年11月13日 | 海衛一 |        | 拉塞爾 |        |        |
| o: 1847年7月1日                    | 韶神星 |        | 亨克（Hencke） |        |        |
| o:1848年9月16日 p:1848年10月       | 土衛七 |        | 威廉·克蘭奇·邦德、 喬治·邦德、拉塞爾                                                                                           |        |        |
| 1850年代                           |        |        | |        |        |
| o:1851年10月24日                   | 天衛一 |        | 拉塞爾 （页面存档备份，存于）                                                                                                  |        |        |
| o:1851年10月24日                   | 天衛二 |        | 拉塞爾 （页面存档备份，存于）                                                                                                  |        |        |
| 1870年代                           |        |        | |        |        |
| o: 1877年8月12日                   | 火衛二 |        | 阿萨夫·霍尔 （页面存档备份，存于） （页面存档备份，存于） （页面存档备份，存于） （页面存档备份，存于） （页面存档备份，存于） |        |        |
| o: 1877年8月18日                   | 火衛一 |        | 阿萨夫·霍尔 （页面存档备份，存于） （页面存档备份，存于） （页面存档备份，存于） （页面存档备份，存于） （页面存档备份，存于） |        |        |
| 1890年代                           |        |        | |        |        |
| o:1892年9月9日 p:1892年10月4日     | 木衛五 |        | 巴納德 （页面存档备份，存于）                                                                                                  |        |        |
| i: 1898年8月16日 o: 1899年3月17日  | 土衛九 |        | 皮克林 （页面存档备份，存于） （页面存档备份，存于）                                                                           |        |        |
| 日期                               | 名稱   | 影像   | 參考/註解 |        |        |

## 20世紀
| 20世紀                                             | 20世紀      | 20世紀                  | 20世紀 | 20世紀 |
| 日期                                               | 名稱        | 編號                    | 影像   | 參考/註解 |
| -------------------------------------------------- | ----------- | ----------------------- | ------ | --- |
| 1900年代                                           |             |                         |        | |
| i: 1904年12月3日 p: 1905年1月6日                   | 木衛六      | 木衛六                  |        | 珮倫 （页面存档备份，存于） （页面存档备份，存于） （页面存档备份，存于） （页面存档备份，存于）                         |
| i:1905年1月2日 p: 1905年2月27日                    | 木衛七      | 木衛七                  |        | 珮倫 （页面存档备份，存于） （页面存档备份，存于） （页面存档备份，存于）                                                |
| i: 1908年1月27日 o:1908年2月28日 p:1908年3月1-6日  | 木衛八      | 木衛八                  |        | 梅洛帝 （页面存档备份，存于）                                                                                            |
| 1910年代                                           |             |                         |        | |
| i: 1914年7月21日                                   | 木衛九      | 木衛九                  |        | 赛斯·尼克尔森 （页面存档备份，存于）                                                                                     |
| 1930年代                                           |             |                         |        | |
| i: 1930年1月23日 o: 1930年2月18日 p: 1930年3月13日 | 冥王星      | 冥王星                  |        | 湯博 （页面存档备份，存于）                                                                                              |
| i:1938年7月6日                                     | 木衛十      | 木衛十                  |        | 赛斯·尼克尔森 （页面存档备份，存于）                                                                                     |
| i: 1938年7月30日                                   | 木衛十一    | 木衛十一                |        | 赛斯·尼克尔森 （页面存档备份，存于）                                                                                     |
| 1940年代                                           |             |                         |        | |
| i:1948年2月16日                                    | 天衛五      | 天衛五                  |        | 古柏 （页面存档备份，存于）                                                                                              |
| i:1949年5月1日                                     | 海衛二      | 海衛二                  |        | 古柏 （页面存档备份，存于）                                                                                              |
| 1950年代                                           |             |                         |        | |
| i:1951年9月28日                                    | 木衛十二    | 木衛十二                |        | 赛斯·尼克尔森 （页面存档备份，存于）                                                                                     |
| 1960年代                                           |             |                         |        | |
| i:1966年12月15日                                   | 土衛十*     | S/1966 S 2              |        | 都爾福斯 （都爾福斯可能錯認了土衛十一）                                                                                  |
| i:1966年12月18日                                   | 土衛十一*   | S/1980 S 3              |        | 沃克 |
| 1970年代                                           |             |                         |        | |
| i: 1974年9月11日 p:1974年9月20日                   | 木衛十三    | 木衛十三                |        | 柯瓦爾 （页面存档备份，存于） （页面存档备份，存于）                                                                     |
| i:1975年9月30日 p:1975年10月3日                    | 木衛十八*   | S/1975 J 1              |        | 柯瓦爾 （發現之後失蹤）                                                                                                  |
| i:1978年4月13日 o: 1978年6月22日                   | 冥衛一      | S/1978 P 1              |        | 克里斯蒂 （页面存档备份，存于）                                                                                          |
| i:1979年7月8日 p:1979年11月23日                    | 木衛十五    | S/1979 J 1              |        | 朱維特, 丹尼爾遜 / 航海家2號 （页面存档备份，存于） （页面存档备份，存于） （页面存档备份，存于） （页面存档备份，存于） |
| 1980年代                                           |             |                         |        | |
| 日期                                               | 名稱        | 編號                    | 影像   | 參考/註解 |
| i:1980年2月19日                                    | 土衛十*     | S/1980 S 1              |        | （由航海家1號確認） |
| i: 1980年2月26日                                   | 土衛十一*   | S/1980 S 3              |        | （由航海家1號確認） |
| i: 1980年3月1日                                    | 土衛十二    | S/1980 S 6              |        | 拉克斯、勒肯裘斯 |
| i:1980年3月13日                                    | 土衛十四    | S/1980 S 25             |        | 帕什庫、塞德曼、巴姆、柯瑞                                                                                               |
| i: 1980年4月8日                                    | 土衛十三    | S/1980 S 13             |        | 史密斯、Reitsema、拉生、方登、航海家1號                                                                                  |
| i:1979年3月5日 p:1980年4月28日                     | 木衛十四    | S/1979 J 2              |        | 辛諾特、航海家1號 （页面存档备份，存于） （页面存档备份，存于）                                                          |
| i:1979年3月4日 p:1980年8月26日                     | 木衛十六    | S/1979 J 3              |        | 辛諾特、航海家1號 （页面存档备份，存于）                                                                                 |
| o:1980年10月                                       | 土衛十五    | S/1980 S 28             |        | 泰瑞羅、航海家1號 |
| o:1980年10月 p:1980年10月31日                      | 土衛十六    | S/1980 S 27             |        | 柯林斯、航海家1號 |
| o:1980年10月 p:1980年10月31日                      | 土衛十七    | S/1980 S 26             |        | 柯林斯、航海家1號 |
| i: 1981年5月24日 p: 1981年5月29日                  | 海衛七*     | S/1981 N 1 = S/1989 N 2 |        | Reitsema、哈伯德、Lebofsky、陶倫, 航海家2號 （页面存档备份，存于）                                                       |
| i:1985年12月30日                                   | 天衛十五    | S/1985 U 1              |        | 辛諾特、航海家2號 |
| i:1986年1月3日                                     | 天衛十一    | S/1986 U 2              |        | 辛諾特、航海家2號 （页面存档备份，存于）                                                                                 |
| i:1986年1月3日                                     | 天衛十二    | S/1986 U 1              |        | 辛諾特、航海家2號 （页面存档备份，存于）                                                                                 |
| i:1986年1月9日                                     | 天衛九      | S/1986 U 3              |        | 辛諾特、航海家2號 （页面存档备份，存于）                                                                                 |
| i:1986年1月13日                                    | 天衛十      | S/1986 U 6              |        | 辛諾特、航海家2號 （页面存档备份，存于）                                                                                 |
| i:1986年1月13日                                    | 天衛十三    | S/1986 U 4              |        | 辛諾特、航海家2號 （页面存档备份，存于）                                                                                 |
| i:1986年1月13日                                    | 天衛十四    | S/1986 U 5              |        | 辛諾特、航海家2號 （页面存档备份，存于）                                                                                 |
| i:1986年1月20日                                    | 天衛六      | S/1986 U 7              |        | 泰瑞羅、航海家2號 （页面存档备份，存于）                                                                                 |
| i:1986年1月20日                                    | 天衛七      | S/1986 U 8              |        | 泰瑞羅、航海家2號 （页面存档备份，存于）                                                                                 |
| i:1986年1月23日                                    | 天衛八      | S/1986 U 9              |        | 史密斯、航海家2號 （页面存档备份，存于）                                                                                 |
| i:1989年6月16日 p:1989年7月7日                     | 海衛八      | S/1989 N 1              |        | 辛諾特、航海家2號 （页面存档备份，存于）                                                                                 |
| i:1989年7月28日 p:1989年8月2日                     | 海衛五      | S/1989 N 3              |        | 辛諾特、航海家2號 |
| i:1989年7月28日 p:1989年8月2日                     | 海衛六      | S/1989 N 4              |        | 辛諾特、航海家2號 |
| i:1989年9月18日 p:1989年9月29日                    | 海衛四      | S/1989 N 5              |        | 泰瑞羅、航海家2號 （页面存档备份，存于）                                                                                 |
| i:1989年9月18日 p:1989年9月29日                    | 海衛三      | S/1989 N 6              |        | 泰瑞羅、航海家2號 （页面存档备份，存于）                                                                                 |
| 1990年代                                           |             |                         |        | |
| 日期                                               | 名稱        | 編號                    | 影像   | 參考/註解 |
| i: 1981年8月22日 p:1990年7月16日                   | 土衛十八*   | S/1981 S 13             |        | 蕭瓦特、航海家2號 |
| i:1981年8月23日 p: 1995年4月14日                   | 土卫三十三* | S/1981 S 14             |        | 戈登、墨瑞和Beurle |
| i:1997年9月6日 p: 1997年10月31日                   | 天衛十六    | S/1997 U 1              |        | 葛萊德曼、尼科爾森、伯恩斯, Kavelaars                                                                                    |
| i:1997年9月6日 p: 1997年10月31日                   | 天衛十七    | S/1997 U 2              |        | 葛萊德曼 、尼科爾森、伯恩斯, Kavelaars                                                                                   |
| i:1986年1月18日 p:1999年5月18日                    | 天衛二十五* | S/1986 U 10             |        | 卡高斯卡、航海家2號 |
| i: 1999年7月18日                                   | 天衛十九    | S/1999 U 1              |        | Kavelaars、葛萊德曼、霍爾曼, Petit、紹爾                                                                                 |
| i: 1999年7月18日                                   | 天衛二十    | S/1999 U 2              |        | 葛萊德曼、霍爾曼、Kavelaars、Petit、紹爾                                                                                 |
| i: 1999年7月18日                                   | 天衛十八    | S/1999 U 3              |        | 霍爾曼、Kavelaars、葛萊德曼 、Petit、紹爾                                                                                |
| 2000年代                                           |             |                         |        | |
| 日期                                               | 名稱        | 編號                    | 影像   | 參考/註解 |
| i:1999年10月6日 p:2000年7月20日                    | 木衛十七    | S/1999 J 1              |        | Scotti, Spahr, McMillan, Larsen, Montani, Gleason, Gehrels                                                               |
| i:2000年8月7日                                     | 土衛十九    | S/2000 S 1              |        | Gladman （页面存档备份，存于）                                                                                           |
| i:2000年8月7日                                     | 土衛二十    | S/2000 S 2              |        | Gladman （页面存档备份，存于）                                                                                           |
| i:2000年8月7日                                     | 土衛二十四  | S/2000 S 5              |        | Gladman （页面存档备份，存于）                                                                                           |
| i:2000年9月23日                                    | 土衛二十九  | S/2000 S 3              |        | Gladman, Kavelaars （页面存档备份，存于）                                                                                |
| i:2000年9月23日                                    | 土衛二十一  | S/2000 S 4              |        | Kavelaars, Gladman （页面存档备份，存于）                                                                                |
| i:2000年9月23日                                    | 土衛二十二  | S/2000 S 6              |        | Kavelaars, Gladman （页面存档备份，存于）                                                                                |
| i:2000年9月23日                                    | 土衛三十    | S/2000 S 7              |        | Gladman, Kavelaars （页面存档备份，存于）                                                                                |
| i:2000年9月23日                                    | 土衛二十七  | S/2000 S 8              |        | Kavelaars, Gladman （页面存档备份，存于）                                                                                |
| i:2000年9月23日                                    | 土衛二十五  | S/2000 S 9              |        | Gladman, Kavelaars （页面存档备份，存于）                                                                                |
| i:2000年9月23日                                    | 土衛二十八  | S/2000 S 10             |        | Kavelaars, Gladman （页面存档备份，存于） （页面存档备份，存于）                                                         |
| i:2000年9月23日                                    | 土衛二十三  | S/2000 S 12             |        | Gladman, Kavelaars （页面存档备份，存于）                                                                                |
| i:2000年11月9日 p:2000年12月19日                   | 土衛二十六  | S/2000 S 11             |        | Holman, Spahr |
| i:2000年11月21日 p:2000年11月25日                  | 木衛十八*   | S/2000 J 1              |        | Sheppard, Jewitt, Fernández, Magnier (Rediscovered) （页面存档备份，存于）                                               |
| 日期                                               | 名稱        | 編號                    | 影像   | 參考/註解 |

## 21世紀

### 2000年代
| 2000年代                                              | 2000年代    | 2000年代                | 2000年代                                                | 2000年代 |
| 日期                                                  | 名稱        | 編號                    | 影像                                                    | 參考/註解 |
| ----------------------------------------------------- | ----------- | ----------------------- | ------------------------------------------------------- | --- |
| i: 2000年11月23日 p: 2001年1月5日                     | 木衛二十三  | S/2000 J 2              |                                                         | 謝柏德，大衛 C. 傑維特，斐南德，麥格尼爾，達姆，埃文斯 （页面存档备份，存于） （页面存档备份，存于）                                                                  |
| i: 2000年11月23日 p: 2001年1月5日                     | 木衛二十四  | S/2000 J 3              |                                                         | 謝柏德，大衛 C. 傑維特，斐南德，麥格尼爾，達姆，埃文斯 （页面存档备份，存于） （页面存档备份，存于）                                                                  |
| i: 2000年11月23日 p: 2001年1月5日                     | 木衛二十五  | S/2000 J 4              |                                                         | 謝柏德，大衛 C. 傑維特，斐南德，麥格尼爾，達姆，埃文斯 （页面存档备份，存于） （页面存档备份，存于）                                                                  |
| i: 2000年11月23日 p: 2001年1月5日                     | 木衛二十二  | S/2000 J 5              |                                                         | 謝柏德，大衛 C. 傑維特，斐南德，麥格尼爾，達姆，埃文斯 （页面存档备份，存于） （页面存档备份，存于）                                                                  |
| i: 2000年11月23日 p: 2001年1月5日                     | 木衛二十六  | S/2000 J 6              |                                                         | 謝柏德，大衛 C. 傑維特，斐南德，麥格尼爾，達姆，埃文斯 （页面存档备份，存于） （页面存档备份，存于）                                                                  |
| i: 2000年11月23日 p: 2001年1月5日                     | 木衛二十七  | S/2000 J 7              |                                                         | 謝柏德，大衛 C. 傑維特，斐南德，麥格尼爾，達姆，埃文斯 （页面存档备份，存于） （页面存档备份，存于）                                                                  |
| i: 2000年11月25日 p: 2001年1月5日                     | 木衛十九    | S/2000 J 8              |                                                         | 謝柏德，傑維特，斐南德，麥格尼爾，達姆，埃文斯 （页面存档备份，存于）                                                                                                 |
| i: 2000年11月25日 p: 2001年1月5日                     | 木衛二十    | S/2000 J 9              |                                                         | 謝柏德，傑維特，斐南德，麥格尼爾，達姆，埃文斯 （页面存档备份，存于）                                                                                                 |
| i:2000年11月26日 p: 2001年1月5日                      | 木衛二十一  | S/2000 J 10             |                                                         | 謝柏德，傑維特，斐南德，麥格尼爾，達姆，埃文斯 （页面存档备份，存于）                                                                                                 |
| i: 2000年12月5日 p: 2001年1月5日                      | 木衛五十三  | S/2000 J 11             |                                                         | 謝柏德，傑維特，斐南德，麥格尼爾，達姆，埃文斯 （页面存档备份，存于）                                                                                                 |
| 日期                                                  | 名稱        | 編號                    | 影像                                                    | 參考/註解 |
| i: 2001年12月9日 p: 2002年5月16日                     | 木衛三十    | S/2001 J 3              |                                                         | 謝柏德，傑維特，克萊納 （页面存档备份，存于） |
| i: 2001年12月9日 p: 2002年5月16日                     | 木衛三十二  | S/2001 J 4              |                                                         | 謝柏德，傑維特，克萊納 （页面存档备份，存于） |
| i: 2001年12月9日 p: 2002年5月16日                     | 木衛三十六  | S/2001 J 5              |                                                         | 謝柏德，傑維特，克萊納 （页面存档备份，存于） |
| i: 2001年12月9日 p: 2002年5月16日                     | 木衛三十七  | S/2001 J 8              |                                                         | 謝柏德，傑維特，克萊納 （页面存档备份，存于） |
| i: 2001年12月10日 p: 2002年5月16日                    | 木衛二十八  | S/2001 J 1              |                                                         | 謝柏德，傑維特，克萊納 （页面存档备份，存于） |
| i: 2001年12月11日 p:2002年5月16日                     | 木衛二十九  | S/2001 J 2              |                                                         | 謝柏德，傑維特，克萊納 （页面存档备份，存于） |
| i: 2001年12月11日 p:2002年5月16日                     | 木衛三十八  | S/2001 J 6              |                                                         | 謝柏德，傑維特，克萊納 （页面存档备份，存于） |
| i: 2001年12月11日 p:2002年5月16日                     | 木衛三十三  | S/2001 J 7              |                                                         | 謝柏德，傑維特，克萊納 （页面存档备份，存于） |
| i: 2001年12月11日 p:2002年5月16日                     | 木衛三十五  | S/2001 J 9              |                                                         | 謝柏德，傑維特，克萊納 （页面存档备份，存于） |
| i: 2001年12月11日 p:2002年5月16日                     | 木衛三十四  | S/2001 J 10             |                                                         | 謝柏德，傑維特，克萊納 （页面存档备份，存于） |
| i: 2001年12月11日 p:2002年5月16日                     | 木衛三十一  | S/2001 J 11             |                                                         | 謝柏德，傑維特，克萊納 （页面存档备份，存于） |
| i: 2001年8月13日 p: 2002年9月30日                     | 天衛二十一  | S/2001 U 1              |                                                         | 霍爾曼，卡弗拉斯，米利薩夫列維奇 （页面存档备份，存于） |
| i: 2002年10月31日 p: 2002年12月8日                    | 木衛四十三  | S/2002 J 1              |                                                         | 謝柏德，米奇，謝，陶倫，湯瑞 Archive.today的存檔，存档日期2012-05-29                                                                                                  |
| 日期                                                  | 名稱        | 編號                    | 影像                                                    | 參考/註解 |
| i:2002年7月23日 p:2003年1月13日                       | 海衛十一    | S/2002 N 2              |                                                         | 霍爾曼，卡弗拉斯，格拉夫，弗雷澤，米利薩夫列維奇 （页面存档备份，存于）                                                                                               |
| i:2002年8月10日 p:2003年1月13日                       | 海衛九      | S/2002 N 1              |                                                         | 霍爾曼，卡弗拉斯，格拉夫，弗雷澤，米利薩夫列維奇 （页面存档备份，存于）                                                                                               |
| i: 2002年8月11日 p: 2003年1月13日                     | 海衛十二    | S/2002 N 3              |                                                         | 霍爾曼，卡弗拉斯，格拉夫，弗雷澤，米利薩夫列維奇 （页面存档备份，存于）                                                                                               |
| i: 2003年2月5日 p: 2003年3月4日                       | 木衛四十七  | S/2003 J 1              |                                                         | 謝柏德，傑維特，克萊納，斐南德，謝 （页面存档备份，存于） （页面存档备份，存于）                                                                                      |
| i: 2003年2月5日 p: 2003年3月4日                       | 未命名      | S/2003 J 2              |                                                         | 謝柏德，傑維特，克萊納，斐南德，謝 （页面存档备份，存于） （页面存档备份，存于）                                                                                      |
| i: 2003年2月5日 p: 2003年3月4日                       | 未命名      | S/2003 J 3              |                                                         | 謝柏德，傑維特，克萊納，斐南德，謝 （页面存档备份，存于） （页面存档备份，存于）                                                                                      |
| i: 2003年2月5日 p: 2003年3月4日                       | 未命名      | S/2003 J 4              |                                                         | 謝柏德，傑維特，克萊納，斐南德，謝 （页面存档备份，存于） （页面存档备份，存于）                                                                                      |
| i: 2003年2月6日 p: 2003年3月4日                       | 木衛五十七  | S/2003 J 5              |                                                         | 謝柏德，傑維特，克萊納，斐南德，謝 （页面存档备份，存于） （页面存档备份，存于）                                                                                      |
| i: 2003年2月6日 p: 2003年3月4日                       | 木衛四十五  | S/2003 J 6              |                                                         | 謝柏德，傑維特，克萊納，斐南德，謝 （页面存档备份，存于） （页面存档备份，存于）                                                                                      |
| i: 2003年2月8日 p:2003年3月4日                        | 木衛四十一  | S/2003 J 7              |                                                         | 謝柏德，傑維特，克萊納，斐南德，謝 （页面存档备份，存于） （页面存档备份，存于）                                                                                      |
| i: 2003年2月8日 p:2003年3月4日                        | 木衛三十九  | S/2003 J 8              |                                                         | 謝柏德，傑維特，克萊納，斐南德 （页面存档备份，存于） |
| i: 2003年2月6日 p:2003年3月7日                        | 未命名      | S/2003 J 9              |                                                         | 謝柏德，傑維特，克萊納，斐南德 （页面存档备份，存于） |
| i: 2003年2月6日 p:2003年3月7日                        | 未命名      | S/2003 J 10             |                                                         | 謝柏德，傑維特，克萊納，斐南德 （页面存档备份，存于） |
| i: 2003年2月6日 p:2003年3月7日                        | 木衛四十四  | S/2003 J 11             |                                                         | 謝柏德，傑維特，克萊納，斐南德 （页面存档备份，存于） |
| i: 2003年2月8日 p: 2003年3月7日                       | 未命名      | S/2003 J 12             |                                                         | 謝柏德，傑維特，克萊納，斐南德 （页面存档备份，存于） |
| i: 2003年2月5日 p: 2003年4月11日                      | 土衛三十一  | S/2003 S 1              |                                                         | 謝柏德，傑維特，克萊納 |
| i:2003年2月9日 p:2003年4月11日                        | 木衛四十八  | S/2003 J 13             |                                                         | 謝柏德，傑維特，克萊納 |
| i: 2003年2月8日 p: 2003年4月11日                      | 木衛四十九  | S/2003 J 14             |                                                         | 謝柏德，傑維特，克萊納 |
| i: 2003年2月6日 p: 2003年4月11日                      | 未命名      | S/2003 J 15             |                                                         | 謝柏德，傑維特，克萊納，斐南德 |
| i: 2003年2月6日 p: 2003年4月11日                      | 未命名      | S/2003 J 16             | 葛萊德曼，謝柏德，傑維特，克萊納，卡弗拉斯，Petit，阿倫 | |
| i: 2003年2月8日 p: 2003年4月11日                      | 木衛五十    | S/2003 J 17             |                                                         | 葛萊德曼，謝柏德，傑維特，克萊納，卡弗拉斯，Petit，阿倫 |
| i: 2003年2月6日 p: 2003年4月11日                      | 木衛五十五  | S/2003 J 18             |                                                         | 葛萊德曼，卡弗拉斯，Petit，阿倫，謝柏德，傑維特，克萊納 |
| i: 2003年2月6日 p: 2003年4月30日                      | 未命名      | S/2003 J 19             |                                                         | 葛萊德曼，謝柏德，傑維特，克萊納，卡弗拉斯，Petit，阿倫 （页面存档备份，存于）                                                                                        |
| i: 2003年2月9日 p: 2003年4月30日                      | 木衛四十六  | S/2003 J 20             |                                                         | 謝柏德，葛萊德曼，卡弗拉斯，Petit，阿倫，傑維特，克萊納 （页面存档备份，存于）                                                                                        |
| i: 2003年2月6日 p: 2003年5月30日                      | 木衛四十    | S/2003 J 21             |                                                         | 謝柏德，傑維特，克萊納，葛萊德曼，卡弗拉斯，Petit，阿倫 Archive.today的存檔，存档日期2012-05-29                                                                       |
| i: 1986年1月18日 p: 2003年8月25日                     | 天衛二十五* | S/1986 U 10             |                                                         | 卡高斯卡 (Recovered by the Hubble Space Telescope) （页面存档备份，存于）                                                                                             |
| i: 2001年8月13日 p: 2003年8月29日                     | 天衛二十四* | S/2001 U 2              |                                                         | 2001: 霍爾曼，卡弗拉斯，米利薩夫列維奇; 2003: 謝柏德，傑維特 （页面存档备份，存于）                                                                                   |
| i: 2002年8月14日 p: 2003年8月29日                     | 海衛十三*   | S/2002 N 4              |                                                         | 霍爾曼，卡弗拉斯，格拉夫，弗雷澤，米利薩夫列維奇 （页面存档备份，存于）                                                                                               |
| i: 2003年8月29日 p: 2003年9月3日                      | 海衛十      | S/2003 N 1              |                                                         | 傑維特，克萊納，謝柏德，霍爾曼，卡弗拉斯 （页面存档备份，存于） |
| i: 2003年8月25日 p: 2003年9月25日                     | 天衛二十六  | S/2003 U 1              |                                                         | 蕭瓦特，李紹爾 |
| i: 2003年8月25日 p: 2003年9月25日                     | 天衛二十七  | S/2003 U 2              |                                                         | 蕭瓦特，李紹爾 |
| i: 2001年8月13日 p: 2003年10月8日                     | 天衛二十二* | S/2001 U 3              |                                                         | 霍爾曼，卡弗拉斯，米利薩夫列維奇，葛萊德曼 （页面存档备份，存于） |
| i: 2003年8月29日 p: 2003年10月9日                     | 天衛二十三  | S/2003 U 3              |                                                         | 謝柏德，傑維特 （页面存档备份，存于） |
| 日期                                                  | 名稱        | 編號                    | 影像                                                    | 參考/註解 |
| i: 2003年2月9日 p: 2004年1月25日                      | 木衛四十二* | S/2003 J 22             |                                                         | 謝柏德，傑維特，克萊納，葛萊德曼，卡弗拉斯，Petit，阿倫 （页面存档备份，存于） （页面存档备份，存于） (From images taken in 2003)                                     |
| i: 2003年2月6日 p: 2004年2月4日                       | 未命名      | S/2003 J 23*            |                                                         | 謝柏德，傑維特，克萊納，斐南德 Archive.today的存檔，存档日期2012-05-29                                                                                                |
| i: 2004年6月1日 p: 2004年8月16日                      | 土衛三十二* | S/2004 S 1              |                                                         | 帕科，Charnoz，Brahic，Dones / 卡西尼－惠更斯号 |
| i: 2004年6月1日 p: 2004年8月16日                      | 土衛三十三  | S/2004 S 2 =S/1981 S 14 |                                                         | 帕科，Charnoz，Brahic，Dones / 卡西尼－惠更斯号 |
| i: 2004年6月21日 p: 2004年9月9日                      | 未命名      | S/2004 S 3              |                                                         | 墨瑞，帕科 et al. / 卡西尼－惠更斯号 （页面存档备份，存于） |
| i: 2004年6月21日（?） p: 2004年9月9日                 | 未命名      | S/2004 S 4              |                                                         | Spitale，帕科卡西尼－惠更斯号 （页面存档备份，存于） |
| i: 2004年10月21日 o: 2004年10月24日 p: 2004年11月8日  | 土衛三十四  | S/2004 S 5              |                                                         | 帕科 et al. / 卡西尼－惠更斯号 |
| i: 2004年10月28日 p: 2004年11月8日                    | 未命名      | S/2004 S 6              |                                                         | 帕科 et al. / 卡西尼－惠更斯号 |
| i: 2004年5月6日 o: 2004年12月28日 p: 2005年7月29日    | 妊神星      | (136108) 2003 EL61      |                                                         | Dwarf planet(Ortiz, Aceituno Castro, Santos-Sanz) or (Brown, Trujillo, Rabinowitz) (see the Controversy over the discovery of Haumea)                                 |
| 日期                                                  | 名稱        | 編號                    | 影像                                                    | 參考/註解 |
| i: 2004年12月12日 p: 2005年5月4日                     | 未命名      | S/2004 S 7              |                                                         | 謝柏德，傑維特，克萊納，Marsden （页面存档备份，存于） Archive.today的存檔，存档日期2012-05-29                                                                        |
| i: 2004年12月12日 p: 2005年5月4日                     | 土衛四十二  | S/2004 S 8              |                                                         | 謝柏德，傑維特，克萊納，Marsden （页面存档备份，存于） Archive.today的存檔，存档日期2012-05-29                                                                        |
| i: 2004年12月12日 p: 2005年5月4日                     | 土衛四十    | S/2004 S 9              |                                                         | 謝柏德，傑維特，克萊納，Marsden （页面存档备份，存于） Archive.today的存檔，存档日期2012-05-29                                                                        |
| i: 2004年12月12日 p: 2005年5月4日                     | 土衛三十六  | S/2004 S 10             |                                                         | 謝柏德，傑維特，克萊納，Marsden （页面存档备份，存于） Archive.today的存檔，存档日期2012-05-29                                                                        |
| i: 2004年12月12日 p: 2005年5月4日                     | 土衛三十七  | S/2004 S 11             |                                                         | 謝柏德，傑維特，克萊納，Marsden （页面存档备份，存于） Archive.today的存檔，存档日期2012-05-29                                                                        |
| i: 2004年12月12日 p: 2005年5月4日                     | 未命名      | S/2004 S 12             |                                                         | 謝柏德，傑維特，克萊納，Marsden （页面存档备份，存于） Archive.today的存檔，存档日期2012-05-29                                                                        |
| i: 2004年12月12日 p: 2005年5月4日                     | 未命名      | S/2004 S 13             |                                                         | 謝柏德，傑維特，克萊納，Marsden （页面存档备份，存于） Archive.today的存檔，存档日期2012-05-29                                                                        |
| i: 2004年12月12日 p: 2005年5月4日                     | 土衛四十三  | S/2004 S 14             |                                                         | 謝柏德，傑維特，克萊納，Marsden （页面存档备份，存于） Archive.today的存檔，存档日期2012-05-29                                                                        |
| i: 2004年12月12日 p: 2005年5月4日                     | 土衛三十八  | S/2004 S 15             |                                                         | 謝柏德，傑維特，克萊納，Marsden （页面存档备份，存于） Archive.today的存檔，存档日期2012-05-29                                                                        |
| i: 2004年12月13日 p: 2005年5月4日                     | 土衛四十一  | S/2004 S 16             |                                                         | 謝柏德，傑維特，克萊納，Marsden （页面存档备份，存于） Archive.today的存檔，存档日期2012-05-29                                                                        |
| i: 2004年12月13日 p: 2005年5月4日                     | 未命名      | S/2004 S 17             |                                                         | 謝柏德，傑維特，克萊納，Marsden （页面存档备份，存于） Archive.today的存檔，存档日期2012-05-29                                                                        |
| i: 2004年12月13日 p: 2005年5月4日                     | 土衛三十九  | S/2004 S 18             |                                                         | 謝柏德，傑維特，克萊納，Marsden （页面存档备份，存于） Archive.today的存檔，存档日期2012-05-29                                                                        |
| i: 2005年5月1日 p: 2005年5月6日                       | 土衛三十五  | S/2005 S 1              |                                                         | 帕科 等 / 卡西尼－惠更斯号 |
| i: 2003年10月21日 o: 2005年1月5日 p: 2005年7月29日    | 鬩神星      | 2003 UB313              |                                                         | Brown，Trujillo和Rabinowitz |
| o: January 26, 2005 p: 2005年7月29日                  | 妊卫一      | S/2005 (136108) 1       |                                                         | Brown, Trujillo, Rabinowitz |
| i: March 31, 2005 p: 2005年7月29日                    | 鸟神星      | (136472) 2005 FY9       |                                                         | Brown, Trujillo, Rabinowitz |
| o: June 30, 2005 p: 2005年7月29日                     | 妊卫二      | S/2005 (136108) 2       |                                                         | Brown, Trujillo, Rabinowitz |
| i: 2005年9月10日 p: 2005年10月3日                     | 鬩衛一      | S/2005 (2003 UB313) 1   |                                                         | Brown，van Dam，Bouchez，Le Mignant，Campbell, Chin，Conrad，Hartman，Johansson，Lafon，Rabinowitz, Stomski，Summers，Trujillo, and Wizinowich （页面存档备份，存于） |
| i: 2005年5月15日 o: 2005年6月15日 p: 2005年10月31日   | 冥衛二      | S/2005 P 2              |                                                         | Weaver，Stern，Mutchler，Steffl，Buie，Merline, Spencer，Young，Young                                                                                                 |
| i: 2005年5月15日 o: 2005年6月15日 p: 2005年10月31日   | 冥衛三      | S/2005 P 1              |                                                         | Weaver，Stern，Mutchler，Steffl，Buie，Merline, Spencer，Young，Young                                                                                                 |
| 日期                                                  | 名稱        | 編號                    | 影像                                                    | 參考/註解 |
| i: 2004年12月12日 o: 2006年3月6日(?) p: 2006年6月26日 | 土衛四十四  | S/2004 S 19             |                                                         | 謝柏德，傑維特，克萊納 Archive.today的存檔，存档日期2012-05-29 （页面存档备份，存于）                                                                                 |
| i: 2006年1月4日 o: 2006年3月6日(?) p: 2006年6月26日   | 未命名      | S/2006 S 1              |                                                         | 謝柏德，傑維特，克萊納 （页面存档备份，存于） （页面存档备份，存于）                                                                                                  |
| i: 2006年1月4日 o: 2006年3月6日(?) p: 2006年6月26日   | 土衛四十五  | S/2006 S 2              |                                                         | 謝柏德，傑維特，克萊納 （页面存档备份，存于） （页面存档备份，存于）                                                                                                  |
| i: 2006年1月5日 o: 2006年3月6日 (?) p: 2006年6月26日  | 未命名      | S/2006 S 3              |                                                         | 謝柏德，傑維特，克萊納 （页面存档备份，存于） （页面存档备份，存于）                                                                                                  |
| i: 2006年1月5日 o: 2006年3月6日 (?) p: 2006年6月26日  | 土衛五十一  | S/2006 S 4              |                                                         | 謝柏德，傑維特，克萊納 （页面存档备份，存于） （页面存档备份，存于）                                                                                                  |
| i: 2006年1月5日 o: 2006年3月6日 (?) p: 2006年6月26日  | 土衛四十六  | S/2006 S 5              |                                                         | 謝柏德，傑維特，克萊納 （页面存档备份，存于） （页面存档备份，存于）                                                                                                  |
| i: 2006年1月5日 o: 2006年3月6日 (?) p: 2006年6月26日  | 土衛五十    | S/2006 S 6              |                                                         | 謝柏德，傑維特，克萊納 （页面存档备份，存于） （页面存档备份，存于）                                                                                                  |
| i: 2006年1月5日 o: 2006年3月6日 (?) p: 2006年6月26日  | 土衛四十八  | S/2006 S 7              |                                                         | 謝柏德，傑維特，克萊納 （页面存档备份，存于） （页面存档备份，存于）                                                                                                  |
| i: 2006年1月5日 o: 2006年3月6日 (?) p: 2006年6月26日  | 土衛四十七  | S/2006 S 8              |                                                         | 謝柏德，傑維特，克萊納 （页面存档备份，存于） （页面存档备份，存于）                                                                                                  |
| 日期                                                  | 名稱        | 編號                    | 影像                                                    | 參考/註解 |
| i: 2006年1月5日 o: 2007年1月16日(?) p: 2007年4月13日  | 土衛五十二  | S/2007 S 1              |                                                         | 謝柏德，傑維特，克萊納 Archive.today的存檔，存档日期2012-05-29 |
| i:2007年1月18日 o: p:2007年5月1日                     | 未命名      | S/2007 S 2              |                                                         | 謝柏德，傑維特，克萊納 Archive.today的存檔，存档日期2012-05-29 |
| i:2007年1月18日 o: p:2007年5月1日                     | 未命名      | S/2007 S 3              |                                                         | 謝柏德，傑維特，克萊納 Archive.today的存檔，存档日期2012-05-29 |
| i: 2004年6月 o: 2007年5月30日 p: 2007年7月18日        | 土衛四十九  | S/2007 S 4              |                                                         | Cassini-Huygens |
| i: 2008年8月15日 p: 2009年3月3日                      | 土衛五十三  | S/2008 S 1              |                                                         | Cassini-Huygens |
| i: 2009年7月16日 o:? p: 2009年11月2日                 | 未命名      | S/2009 S 1              |                                                         | Cassini-Huygens |
| 日期                                                  | 名稱        | 編號                    | 影像                                                    | 參考/註解 |

### 2010年代
| 2010年代                                   | 2010年代   | 2010年代          | 2010年代 | 2010年代                                    | 2010年代 |
| 日期                                       | 名稱       | 編號              | 影像     | 參考/註解                                   |          |
| ------------------------------------------ | ---------- | ----------------- | -------- | ------------------------------------------- | -------- |
| i: 2010年9月7日 p: 2011年6月1日            | 木衛五十一 | S/2010 J 1        | —        | Jacobson, Brozovic, Gladman 和 Alexandersen |          |
| S/2010 J 2                                 | 木衛五十一 | —                 | Veillet  |                                             |          |
| i: 2011年6月28日 p: 2011年7月20日          | 冥卫四     | S/2011 P1         |          | 马克·肖华特等                               |          |
| i: 2011年9月27日 p: 2012年1月29日          | 未命名     | S/2011 J 1        | —        | Sheppard                                    |          |
| S/2011 J 2                                 | 未命名     | —                 |          | Sheppard                                    |          |
| i: 2012年6月26日 p: 2012年6月11日          | 冥卫五     | S/2012 P 1        |          | Showalter                                   |          |
| i: 2004年 o: 2013年7月1日 p: 2013年7月15日 | 海衛十四   | S/2004 N 1*       |          | Showalter等人                               |          |
| i: 2015年4月 p: 2016年4月26日              | 未命名     | S/2015 (136472) 1 |          | Parker, Buie等人                            |          |
| 日期                                       | 名稱       | 編號              | 影像     | 參考/註解                                   |          |

## 外部連結
- City of Hudson's Natural Satellite Page（页面存档备份，存于）
- Gazetteer of Planetary Nomenclature（页面存档备份，存于）
- Scott Sheppard's Giant Planet Satellite Page（页面存档备份，存于）
- JPL Natural Satellite Discovery Data（页面存档备份，存于）
- James L. Hilton, When Did the asteroids Become Minor Planets?